# 東京ワールドゲート
東京ワールドゲート（とうきょうワールドゲート）は、東京都港区虎ノ門四丁目に所在する森トラストの複合商業施設である。
国家戦略特区に認定されている。虎ノ門パストラル（東京農林年金会館）跡地に当たる。

## 神谷町トラストタワー
神谷町トラストタワー（かみやちょうトラストタワー）は、東京都港区虎ノ門四丁目に所在する森トラストの超高層ビルである。複合商業施設「東京ワールドゲート」の中核を担う。森トラストの本社ビルである。また、上層階にはマリオット系列の高級ホテル「東京エディション虎ノ門」が入居する。東京メトロ日比谷線の神谷町駅に近接している。

### 入居企業
- アメリカン・エキスプレス・インターナショナル・インコーポレイテッド（20F）
- 伊藤忠テクノソリューションズ
- エイチ・アイ・エス（4・5階）
- コネクシオ（7F）
- 日本たばこ産業（27F）

## 概要
地上38階地下3階建て、高さが約180メートルの超高層ビルである。2016年10月に着工し、2020年3月に竣工した。建築の1階はオフィスロビー、2階は医療施設、3階から30階まではオフィス、31階から36階はマリオット系列のホテル「東京エディション虎ノ門」、37階と38階は共同住宅になっている。